# La Charca, Querétaro Arteaga
La Charca är en ort i Mexiko.   Den ligger i kommunen Pinal de Amoles och delstaten Querétaro Arteaga, i den centrala delen av landet, 200 km norr om huvudstaden Mexico City. La Charca ligger 1 882 meter över havet och antalet invånare är 116.
Terrängen runt La Charca är kuperad österut, men västerut är den bergig. Runt La Charca är det ganska tätbefolkat, med 52 invånare per kvadratkilometer. Närmaste större samhälle är Jalpan, 13,8 km öster om La Charca. I omgivningarna runt La Charca växer i huvudsak blandskog.